# (950) Ahrensa
(950) Ahrensa – planetoida z pasa głównego asteroid okrążająca Słońce w ciągu 3 lat i 239 dni w średniej odległości 2,37 au. Została odkryta 1 kwietnia 1921 roku w Landessternwarte Heidelberg-Königstuhl w Heidelbergu przez Karla Reinmutha. Nazwa pochodzi od rodziny Ahrensów, przyjaciół odkrywcy, którzy wspierali finansowo obserwatorium. Przed nadaniem nazwy planetoida nosiła oznaczenie tymczasowe (950) 1921 JP.